# Cnestis macrophylla
Cnestis macrophylla là một loài thực vật có hoa trong họ Connaraceae. Loài này được Gilg ex Schellenb. mô tả khoa học đầu tiên năm 1910.